# パミリヤ・コ
『パミリヤ・コ』（タガログ語: Pamilya Ko）は、フィリピンのテレビドラマ。ABS-CBNで2019年9月9日に初公開された。

## 登場人物
フランシスコ「チコ」マブンガ
演：JM・デ・グズマン
エリザベス「ベティ」パリソック
演：アルシ・ムニョス
フェルナンド・ポテンチャーノ「フェルナン」マブンガ
演：ジョーイ・マルケス
ルズヴィミンダ「ルーズ」R.マブンガ
演：シルビア・サンチェス